# Estie Wittstock
Estie Wittstock, née le 15 septembre 1980 à Johannesburg, est une athlète sud-africaine.

## Carrière
Estie Wittstock est médaillée de bronze sur  400 mètres à l'Universiade d'été de 2003 à Daegu et sur 200 mètres aux Jeux africains de 2003 à Abuja puis remporte la médaille d'or sur 400 mètres aux Jeux afro-asiatiques de 2003 à Hyderabad. Elle est médaillée d'argent du relais 4x400 mètres aux Championnats d'Afrique d'athlétisme 2004.
Elle participe aux Jeux olympiques d'été de 2004, et est éliminée en demi-finales du 400 mètres.
Championne d'Afrique du 4x400 mètres en 2006, elle est médaillée d'argent du 4x400 mètres aux Jeux africains de 2007 et médaillée d'argent sur 200 mètres aux Championnats d'Afrique d'athlétisme 2010.